# Ernesto Revé
Ernesto Revé Serrano (* 26. Februar 1992 in Guantánamo) ist ein kubanischer Leichtathlet, der sich auf den Dreisprung spezialisiert hat. 2014 wurde er Vizehallenweltmeister bei den Hallenweltmeisterschaften in Sopot.

## Sportliche Laufbahn
Ernesto Revé trat erstmals 2008 im Alter von 16 Jahren in nationalen Wettkämpfen im Dreisprung an. Ein Jahr später konnte er sich für die U18-Weltmeisterschaften im italienischen Brixen qualifizieren. In der Qualifikation gelang ihm allerdings kein gültiger Versuch, weswegen er dort bereits scheiterte. Ein weiteres Jahr später trat er dann in der höheren Altersklasse an, in der er sich für die U20-Weltmeisterschaften im kanadischen Moncton qualifizieren konnte. Zuvor sprang er bereits über die 16,70-Meter-Marke. Bei den Meisterschaften erreichte er dann als Erster aus seiner Qualifikationsgruppe das Finale, in dem er mit einer Weite von 16,47 m die Silbermedaille gewann.
Im Februar 2011 übersprang er bei einem Wettkampf in seiner Heimat erstmals die 17-Meter-Marke und trat in den zwei folgenden Saisons ausschließlich in Wettkämpfen auf dem amerikanischen Kontinent an, 2013 dann auch bei Meetings in Europa, unter anderem in Bilbao, Lausanne und Budapest. Im Februar 2014 stellte er in Havanna seine persönliche Bestleistung von 17,58 m auf. Einen Monat später trat er dann bei den Hallenweltmeisterschaften in Sopot an. Nachdem er die Qualifikation überstand, stellte er dann im Finale mit 17,33 m auch eine neue Hallenbestleistung auf, mit der er den Vizeweltmeistertitel errang. Der Hallenweltmeister Lyukman Adams sprang im letzten Versuch vom vierten auf den ersten Platz, insgesamt vier Zentimeter weiter als Revé, der nach einer Verletzung am Bein nach dem dritten Versuch nicht mehr kontern konnte. Im November standen die Zentralamerika- und Karibikspiele in Xalapa an. Mit einer Weite von 16,94 m gewann Revé die Konkurrenz.
Die gleiche Weite sprang er auch 2015 bei den Panamerikanischen Spielen in Toronto, mit der er die Bronzemedaille gewann. Ein weiteres Jahr später nahm er an den Olympischen Sommerspielen in Rio de Janeiro teil. Mit einer Weite von 16,58 m scheiterte er als Siebter in seiner Qualifikationsgruppe knapp am Einzug in das Finale und belegte insgesamt den 14. Platz. Dies stellte seinen bislang letzten großen Wettkampf auf internationaler Bühne dar. Nachdem der Russe Ljukman Adams 2019 des Dopings überführt wurde, wurde Revé nachträglich zum Hallenweltmeister des Jahres 2014 gekrönt.

## Wichtige Wettbewerbe
| Jahr             | Veranstaltung                     | Ort              | Platz            | Disziplin        | Weite            |
| Startet für Kuba | Startet für Kuba                  | Startet für Kuba | Startet für Kuba | Startet für Kuba | Startet für Kuba |
| ---------------- | --------------------------------- | ---------------- | ---------------- | ---------------- | ---------------- |
| 2009             | U18-Weltmeisterschaften           | Brixen           |                  | Dreisprung       |                  |
| 2010             | U20-Weltmeisterschaften           | Moncton          | 2.               | Dreisprung       | 16,47 m          |
| 2014             | Hallenweltmeisterschaften         | Sopot            | 2.               | Dreisprung       | 17,33 m          |
| 2014             | Zentralamerika- und Karibikspiele | Xalapa           | 1.               | Dreisprung       | 16,94 m          |
| 2015             | Panamerikanische Spiele           | Toronto          | 3.               | Dreisprung       | 16,94 m          |
| 2016             | Olympische Sommerspiele           | Rio de Janeiro   | 14.              | Dreisprung       | 16,58 m          |

## Persönliche Bestleistungen
Freiluft
- Dreisprung: 17,58 m, 7. Februar 2014, Havanna

Halle
- Dreisprung: 17,33 m, 9. März 2014, Sopot